# Dietrich Coelde

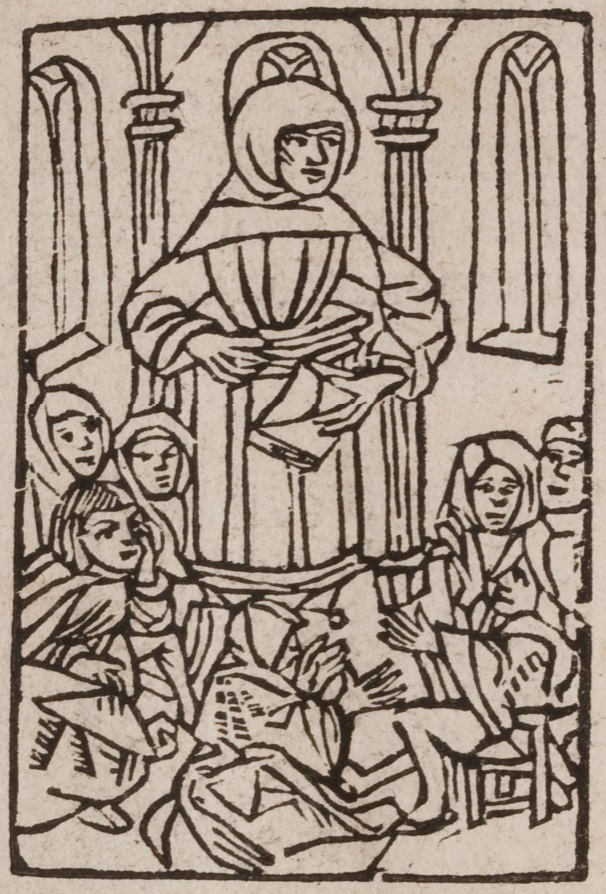
Dietrich Coelde als Prediger, Holzschnitt in einer Ausgabe des Christenspiegels aus den 1490er Jahren

Dietrich Coelde (* um 1435 in Münster; † 11. Dezember 1515 in Löwen) war ein Franziskaner und Volksprediger. Weitere Namen, unter denen er bekannt wurde: Dietrich Kolde, Dirk Kolde, Dietrich von Münster, Dietrich von Osnabrück.

## Leben
Dietrich Coelde war der Sohn des Patriziers Hermann Coelde. Der Meister der Kaufmannsgilde Heinrich Coelde war sein Bruder. Über Coeldes Kindheit und Jugend ist recht wenig überliefert.
Coelde kam als Augustiner-Eremit aus dem Kloster Osnabrück an die Universität Köln und studierte dort Theologie. Mit ungefähr 20 Jahren wechselte Coelde den Orden und trat 1455 zu den Franziskaner-Observanten der Kölnischen Franziskanerprovinz (Colonia) über. Wahrscheinlich absolvierte er in Hamm (Westfalen) sein Noviziat.
Anschließend wirkte er im Kloster Bodendaal und pflegte während der Pestepidemie 1488/1489 im nahegelegenen Brüssel viele Kranke. Diese wurden von ihm natürlich auch seelsorgerisch betreut. 1491 berief man ihn nach Brühl, und Erzbischof Heinrich IV. von Köln ernannte Coelde zum Praedicator generalis für das Rheinland und Westfalen.
1497 avancierte er zum Guardian. Ab 1508 war er zwei Jahre in Antwerpen tätig und wurde 1510 nach Löwen versetzt. In weiten Teilen der Niederlande war Coelde als Bußprediger tätig.
Der Erfolg seines wichtigsten Werkes, Der Christenspiegel, (Original: „Der kerstenen spegel“) ist der Tatsache zuzuschreiben, dass es in niederländischen, niederdeutschen und ripuarischen Fassungen gedruckt wurde. Diese katechetische Schrift wurde von ihm noch mehrmals überarbeitet und unter verschiedenen Titeln wie zum Beispiel Kerstenspiegel herausgebracht. Es gilt als eines der herausragendsten christlichen Unterweisungsbücher.
Erasmus von Rotterdam bewunderte Coelde sehr und der Humanist Rudolf von Langen bezeichnete Coelde als erfolgreichsten Sämann des Wortes Gottes. Im Alter von ungefähr 80 Jahren starb Dietrich Coelde am 11. Dezember 1515 in Löwen.
1949 gründeten die Franziskaner der  Sächsischen Franziskanerprovinz in Werl den Dietrich-Coelde-Verlag GmbH, um vor allem eigene Schriften zu verbreiten.
1952 wurde ein Teil des neuen Innenstadtrings der Stadt Münster Kolde-Ring genannt.

## Werke
- Der Christenspiegel. 1470
- De corte doerenen crone ons heren Jhesu Christi. 1496 (Auszug aus dem Christenspiegel)
- Van der minnen Jesu ende Marien. 1490